# Рамин Џавади
Рамин Џавади (перс. رامین جوادی; Дуизбург, 19. јул 1974) немачки је композитор иранског порекла, специјализован за филмску уметност и музику за филмове и серије (филмска музика).
Џавади компонује музику и мелодије за ТВ серије. За своју музику за америчку серију Бекство из затвора био је 2006. номинован за награду „Еми” у категорији Outstanding Main Title Theme Music (Истакнута тематска музика уводне шпице). Дана 3. септембра 2007. званично је објавио свој први албум са својом музиком из серије. Компоновао је музику за Ејч-Би-Оу фантазијску серију Игра престола.